# Kyburg-Buchegg
Kyburg-Buchegg is een voormalige gemeente in het Zwitserse kanton Solothurn en maakt deel uit van het district Bucheggberg.
Kyburg-Buchegg telt 324 inwoners.

## Geschiedenis
Op 1 januari 2014 fuseerde Kyburg-Buchegg met Aetigkofen, Aetingen, Bibern, Brügglen, Gossliwil, Hessigkofen, Küttigkofen, Mühledorf en Tscheppach tot de gemeente Buchegg.